# Ефемери

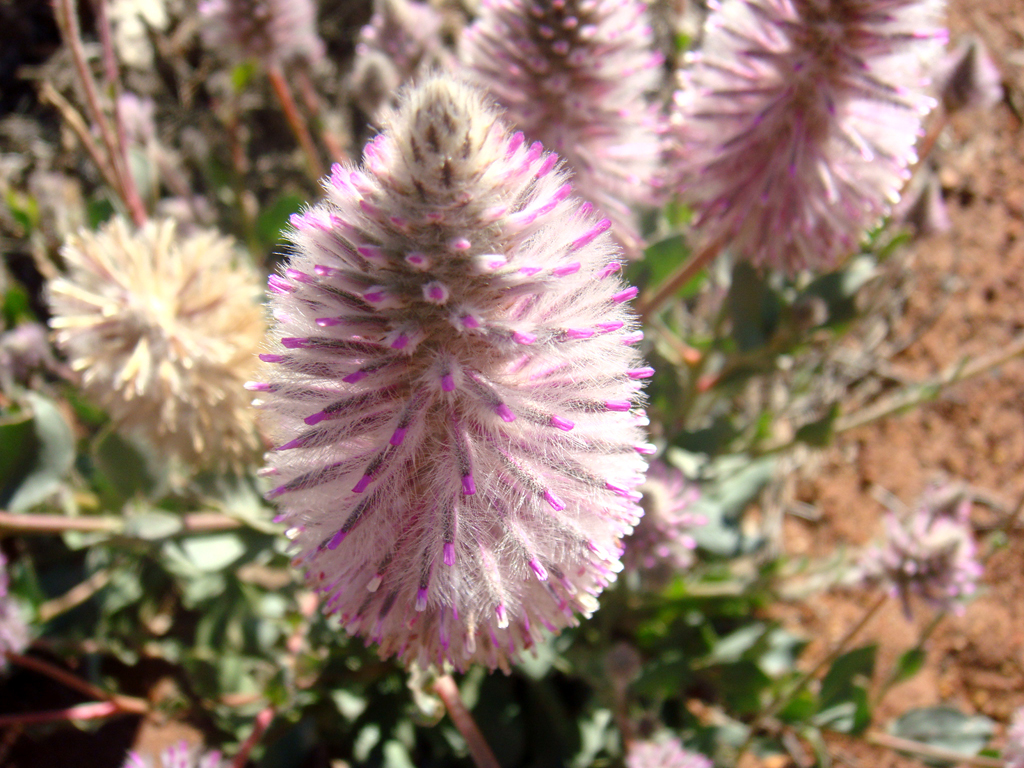
Ефемер Ptilotus exaltatus росте у пустелях Австралії.

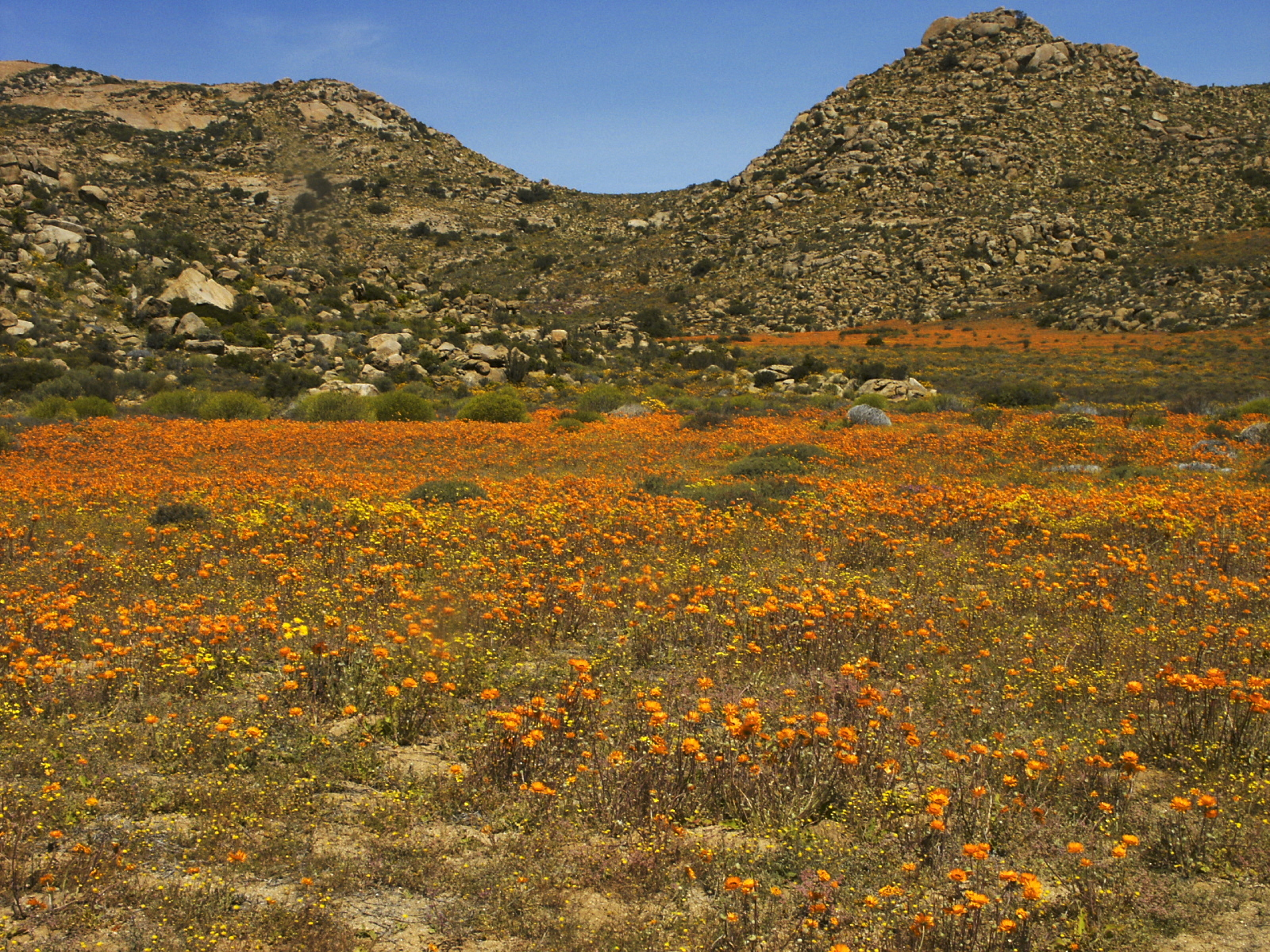
Вигляд пустелі у Південній Африці після дощів

Ефемери — екологічна група трав'янистих однорічних рослин чи багаторічних (Ptilotus exaltatus), що завершують повний цикл розвитку за дуже короткий і як правило, вологий період року. 

## Класифікація
Виділяють чотири групи ефемерів:
- Пустельні, що переважно ростуть у степах та пустелях і з винятковою швидкістю закінчують свій розвиток і через 2 — 10 тижнів, коли настає посуха, цілком чи частково відмирають.
- Весняні - багаторічники, що зростають у листяних лісах помірної зони. Вони швидко закінчують свій цикл розмноження навесні до того, як їх накриє тінь від крон дерев.[1]
- Грязеві, що користуються зниженням рівня води у річках чи озерах і зростають на мулових відкладеннях.
- Бур'яни, що встигають швидко розвиватися випереджуючи розвиток культурних рослин.

## Приклади ефемерів
- Вероніка весняна — Veronica verna
- Зірочник середній — Stellaria media
- Тонконіг однорічний — Poa annua
- Гостриця лежача — Asperugo procumbens